# Liste des maires de Calais
Cet article dresse une liste par ordre de mandat des maires de Calais.

## Liste des maires

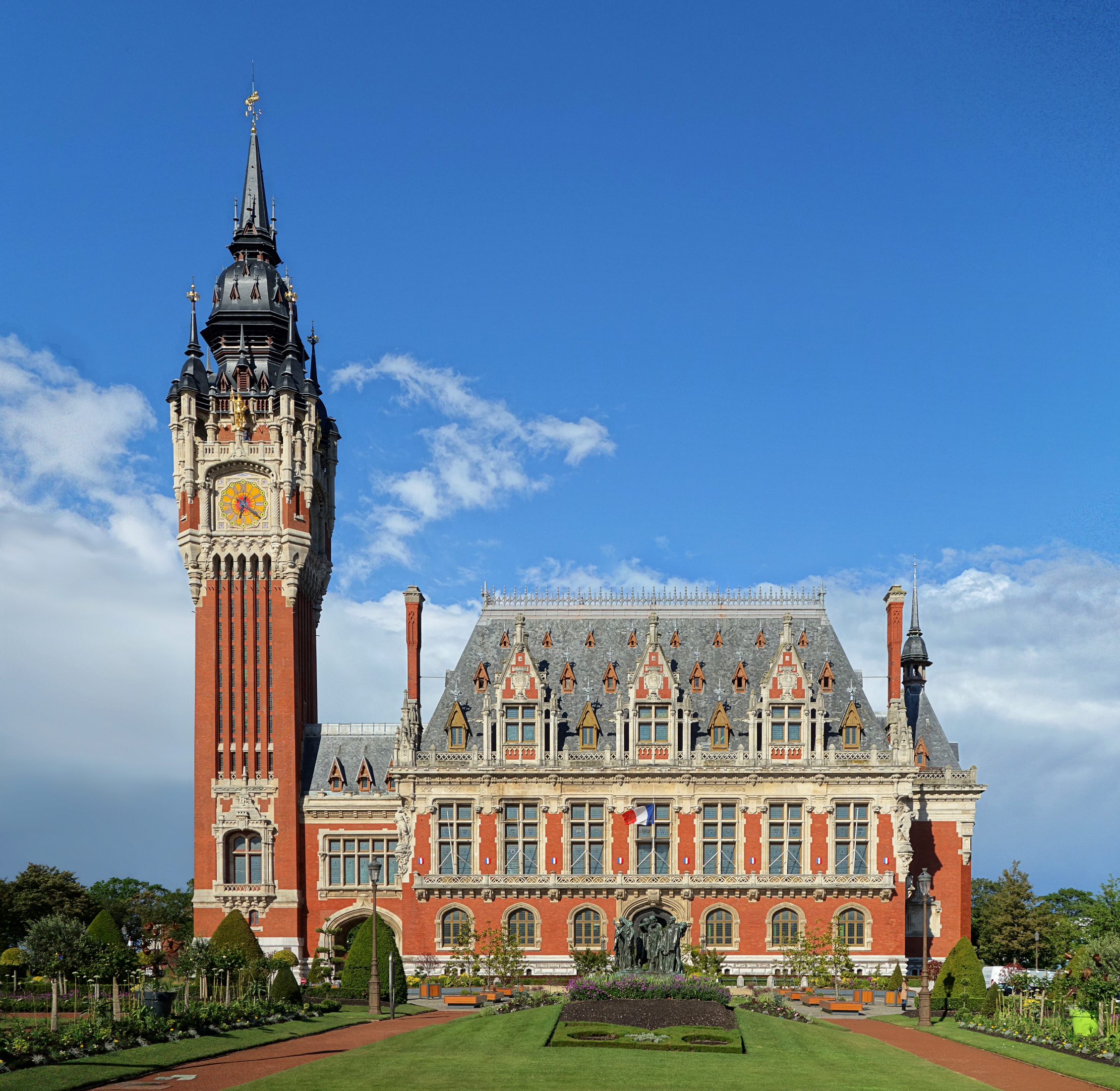
L'hôtel de ville de Calais.

| Période          | Période          | Identité                           | Étiquette          | Qualité |
| ---------------- | ---------------- | ---------------------------------- | ------------------ | --- |
| 1760             | 1761             | Charles-Louis Tack                 |                    | |
| 1762             | 1763             | Antoine Morel-Disque (d'Isque)     |                    | |
| 1763             | 17 août 1765     | Remy Maressal de Marsilly          |                    | |
| 17 août 1765     | 11 mars 1767     | Henri de Saint-Martin              |                    | |
| 11 mars 1767     | 21 janvier 1769  | Guillaume A. H. Pigault de Lépinoy |                    | |
| 21 janvier 1769  | 23 novembre 1772 | Morel-Disque                       |                    | |
| 25 novembre 1772 | 31 décembre 1782 | Pierre Bénard                      |                    | |
| 5 janvier 1783   | 21 janvier 1790  | Antoine de Béhague                 |                    | |
| 31 janvier 1790  | 23 novembre 1790 | Pierre Bernard Carpentier          |                    | |
| 6 décembre 1790  | 15 mars 1797     | Jacques Gaspard Leveux             |                    | |
| 1797             | 1798             | Jacques Gaspard Leveux             |                    | président de l'administration municipale                                                                                |
| 1798             | 3 avril 1800     | Henri-Joseph Blanquart de Bailleul |                    | président de l'administration municipale                                                                                |
| 4 avril 1800     | décembre 1801    | Henri-Joseph Blanquart de Bailleul |                    | |
| 14 décembre 1801 | 24 octobre 1815  | Louis-Étienne Michaud              |                    | président du tribunal de commerce conseiller général chevalier de la Légion d'honneur « Cote LH/1861/30 »               |
| 1815             | 1815             | Charles Antoine Audibert-Leveux    |                    | |
| 16 mai 1816      | 2 août 1830      | Jacques Antoine Eustache Bénard    |                    | |
| 3 août 1830      | 16 janvier 1842  | Jacques Quentin Hippolyte Leveux   |                    | Conseiller d'arrondissement, chevalier de la Légion d'honneur « Cote LH/1627/46 »                                       |
| 16 janvier 1842  | 28 février 1848  | Nicolas Legros-Dévot               |                    | conseiller général, chevalier de la Légion d'honneur « Cote LH/1564/30 »                                                |
| 17 mars 1848     | 19 mars 1849     | Ernest Lebeau                      |                    | conseiller général |
| 19 mars 1849     | juillet 1860     | Édouard Mayer                      |                    | |
| 11 août 1860     | février 1867     | Liévin Delhaye                     |                    | |
| 9 mars 1867      | 11 juin 1870     | Pierre Joseph Legrand              |                    | |
| 6 août 1870      | 10 novembre 1871 | Bellart                            |                    | |
| 10 novembre 1871 | mars 1878        | Charles Darquer                    |                    | |
| 1878             | 1879             | Jean François Mussel               |                    | |
| 1879             | 1882             | Marie Pierre Darnel                |                    | |
| 1882             | 1882             | Antoine Louis Debette              |                    | |
| 1882             | 1885             | Omer Julien Dewavrin               |                    | Notaire |
| 1885             | 1885             | Charles Ravisse                    |                    | |
| 1885             | 1888             | Paul Gustave Van Grutten           |                    | |
| 1888             | 1889             | Georges Wintrebert                 |                    | |
| 1889             | 1892             | Émile Paclot                       |                    | |
| 1892             | 1896             | Omer Julien Dewavrin               |                    | |
| 1896             | 1898             | Émile Salembier                    |                    | |
| 1898             | 1900             | Alfred Delcluze                    |                    | |
| 1900             | 1901             | Pierre Noyon                       |                    | |
| 1901             | 1908             | Edmond Basset                      |                    | |
| 1908             | 1912             | Émile Salembier                    | SFIO               | |
| 1912             | 1919             | Charles Morieux                    |                    | |
| 1919             | 1923             | Joseph Duquenoy-Martel             |                    | |
| 1923             | 1925             | Hans Apeness                       |                    | |
| 17 mai 1925      | 7 septembre 1933 | Léon Vincent                       | Radical-socialiste | |
| 7 septembre 1933 | 31 octobre 1933  | Victor Mussel                      |                    | |
| 31 octobre 1933  | 11 mars 1934     | Léon Vincent                       | Radical-socialiste | |
| 11 mars 1934     | 19 mai 1935      | Jules Lefebvre                     |                    | |
| 19 mai 1935      | 2 septembre 1939 | Lucien Vadez                       | Front populaire    | |
| 1939             | 1940             | André Gerschel                     | SFIO               | |
| 1940             | 1944             | Edgar Verschoore                   |                    | |
| 1944             | 1944             | Georges François                   |                    | |
| 1944             | 30 octobre 1945  | Jacques Vendroux                   | Gaulliste          | Maire provisoire |
| 30 octobre 1945  | 19 octobre 1947  | Hubert Défachelles                 | PCF                | |
| 19 octobre 1947  | février 1950     | Gaston Berthe                      | SFIO               | |
| février 1950     | février 1950     | Henri Joseph Mullard               |                    | |
| février 1950     | 28 mars 1952     | Gaston Berthe                      | SFIO               | |
| 28 mars 1952     | 15 mars 1959     | André Parmentier                   | SFIO               | |
| 15 mars 1959     | 15 mars 1969     | Jacques Vendroux                   | Gaulliste          | Démissionnaire |
| 15 mars 1969     | 14 mars 1971     | Charles Beaugrand                  | UDR                | |
| 14 mars 1971     | 27 mars 2000     | Jean-Jacques Barthe                | PCF                | Conseiller général (1973 → 1985) Député (1973-1988).démission annoncée à la séance du Conseil Municipal du 27 mars 2000 |
| 11 avril 2000    | 16 mars 2008     | Jacky Hénin                        | PCF                | élu au Conseil Municipal du 11 avril 2000, à la suite de la démission du maire précédent, durant son mandat             |
| 16 mars 2008     | en cours         | Natacha Bouchart,                  | UMP puis LR        | Présidente de l'agglomération Vice-présidente du conseil régional                                                       |